# Boxford (condado de Essex)
Boxford es un lugar designado por el censo ubicado en el condado de Essex en el estado estadounidense de Massachusetts. En el Censo de 2010 tenía una población de 2.339 habitantes y una densidad poblacional de 165,01 personas por km².

## Geografía
Boxford se encuentra ubicado en las coordenadas 42°39′50″N 70°59′3″O / 42.66389, -70.98417. Según la Oficina del Censo de los Estados Unidos, Boxford tiene una superficie total de 14.18 km², de la cual 13.89 km² corresponden a tierra firme y (1.99%) 0.28 km² es agua.

## Demografía
Según el censo de 2010, había 2.339 personas residiendo en Boxford. La densidad de población era de 165,01 hab./km². De los 2.339 habitantes, Boxford estaba compuesto por el 95.94% blancos, el 0.3% eran afroamericanos, el 0.09% eran amerindios, el 2.01% eran asiáticos, el 0% eran isleños del Pacífico, el 0.26% eran de otras razas y el 1.41% pertenecían a dos o más razas. Del total de la población el 1.45% eran hispanos o latinos de cualquier raza.